# Kreuz Mannheim
Kreuz Mannheim in een knooppunt in de Duitse deelstaat Baden-Württemberg.
Op dit klaverbladknooppunt ten zuidoosten van de stad Mannheim kruist de A6 Saarbrücken-Waidhaus de A656 Ludwigshafen-Heidelberg.

## Geografie
Het knooppunt ligt in het noordoosten van het stadsdeel seckenheim in Mannheim tegen het stadsdeel Höchstadt.
Het knooppunt ligt ongeveer 6 km ten zuidoosten van het stadscentrum van Mannheim en onveveer 12 km ten noordwesten van Heidelberg.
Voor het verkeer vanuit Mannheim en Ludwigshafen am Rhein vormt de A656 een belangrijke verbinding met de A6.

## Trivia
Het gedeelte van de A656 richting Heidelberg vice versa wordt veel gebruikt door vrachtverkeer om vanaf de A6 naar de A5 en omgekeerd te rijden, omdat men op het Gambacher Kreuz niet in alle richtingen kan gebruiken.
Dit zorgt voor een hoge verkeersdruk op de A656 ten oosten van het knooppunt.

## Geschiedenis
Op 3 Oktober 1935 werd met de opening A 6 als onderdeel van de HaFraBa tussen het Viernheimer Dreieck en het Kreuz Mannheim. Dit was het samen met het oostelijk deel van de A656 allereerste stuk snelweg in Baden-Württemberg.
Het knooppunt werd in eerste instantie als trompetknooppunt aangelegd waarbij men vanuit het noorden afboog richting Heidelberg waar ook de weg vanuit de richting Mannheim aansloot. Het knooppunt was met het in 1932 bouwrijp gemaakte gedeelte van de A5 Frankfurt–Heidelberg reeds in de planningen van de Hafraba opgenomen. En is, als openstellingsdata van de dienst Reichsautobahn kloppen, het oudste verkeersknooppunt in Duitsland.
Heet knooppunt werd volledig toen in 1968 de A6 naar het zuiden werd geopend en het krooppunt naar zijn huidige vorm werd omgebouwd.
In April 2010 nam de verkeersdienst Baden-Württemberg op het knooppunt een Webcam in gebruik, waarmee men via Internet realtime beelden van de verkeersdrukte rond het knooppunt kan zien.

## Confurigatie
Rijstrook
Nabij het knooppunt hebben zowel de A6 als de A656 naar Mannheim 2x3 rijstroken de A656 richting Heidelberg heeft 2x2 rijstroken.
Alle directe verbindingswegen hebben 2 rijstroken de klaverbladlussen Hebben één rijstrook
Knooppunt
Het is een klaverbladknooppunt met rangeerbanen.

## Verkeersintensiteiten
Dagelijks passeren ongeveer 105.000 voertuigen het knooppunt.
| Van                          | Naar                           | Gemiddeld aantal voertuigen per dag | Percentage vrachtverkeer |
| ---------------------------- | ------------------------------ | ----------------------------------- | ------------------------ |
| AK Viernheim (A 6)           | AK Mannheim                    | 70.900                              | 12,1 %                   |
| AK Mannheim                  | AS Mannheim/Schwetzingen (A 6) | 61.800                              | 11,6 %                   |
| AS Mannheim-Neckarau (A 656) | AK Mannheim                    | 28.800                              | 2,7 %                    |
| AK Mannheim                  | AS Mannheim-Seckenheim (A 656) | 55.000                              | 5,0 %                    |

## Richtingen knooppunt
| Aansluitende wegen      | Aansluitende wegen | Aansluitende wegen                                 | Aansluitende wegen | Aansluitende wegen  |
| ----------------------- | ------------------ | -------------------------------------------------- | ------------------ | ------------------- |
| richting Mannheim-Mitte |                    | richting Viernheimer Kreuz Saarbrücken / Frankfurt |                    |                     |
|                         |                    |                                                    |                    |                     |
|                         |                    |                                                    |                    |                     |
|                         |                    |                                                    |                    |                     |
|                         |                    | richting Karlsruhe Bazel / Stuttgart               |                    | richting Heidelberg |

## Weblinks
- Kreuz Mannheim bei autobahnkreuze-online.de